# Arthur Ernest Gordon
Arthur Ernest Gordon (* 7. Oktober 1902 in Marlborough (Massachusetts); † 11. Mai 1989 in Oakland) war ein US-amerikanischer Klassischer Philologe.

## Leben
Arthur Ernest Gordon studierte Klassische Philologie am Dartmouth College, wo er 1923 den Bachelorgrad erreichte. Anschließend vertiefte er seine Studien an der American Academy in Rome. 1925 wurde er Dozent für Latein am Dartmouth College, 1928 an der Western Reserve University. Nach seiner Promotion an der Johns Hopkins University (1929) wurde er 1929 Associate Professor für Latein und Alte Geschichte an der University of Vermont. Bereits 1930 wechselte er als Associate Professor of Latin an die University of California, Berkeley, wo er später zum Full Professor ernannt wurde. Von 1948 bis 1949 hielt er sich zu Forschungszwecken an der American Academy in Rome auf. 1952 war er Präsident der Philological Association of the Pacific Coast. Von 1953 bis 1959 hatte er den Lehrstuhl für Klassische Philologie inne; von 1955 bis 1956 war er Guggenheim Fellow und Fulbright Fellow. Nach seinem Eintritt in den Ruhestand lehrte Gordon noch am College in Ashland (Ohio) und an der Ohio State University.
Arthur Ernest Gordon war ein bedeutender Epigraphiker. Seine Kenntnisse lateinischer Inschriften wandte er auch auf die lateinische Grammatik an, deren exakte Kenntnis den Schwerpunkt seiner Lehrtätigkeit bildete. Gordon war außerdem an der Herausgabe lateinischer Inschriften im Corpus Inscriptionum Latinarum beteiligt.